# Salamanca Club de Fútbol UDS
Salamanca Club de Fútbol UDS é um clube de futebol espanhol da cidade de Salamanca, na província de mesmo nome. Atualmente disputa a Segunda División B (terceira divisão).

## História
Fundado em 12 de agosto de 2013 (2 meses após o Salamanca original ser extinto por problemas financeiros) como Club Deportivo Club de Fútbol Salmantino, por decisão de ex-dirigentes que pretendiam manter o legado do antigo clube. Inicialmente jogaria na mesma divisão que o time B dos Charros, ficando em 9º lugar em seu grupo, mas a Real Federação Espanhola de Futebol decidiu rebaixá-lo para a sexta divisão ao final da temporada juntamente com outras equipes ligadas ao Salamanca, ao considerar que o Salmantino era uma equipe recém-fundada e independente da UDS.
Desde então, conquistou 2 acessos consecutivos: da sexta para a quinta divisão de 2016–17 e desta última para a Tercera División de 2017–18 (agora como Club de Fútbol Salmantino UDS), estreando na Segunda División B em 2018–19, quando passou a se chamar Salamanca Club de Fútbol UDS, além de usar o escudo dos Charros. Na terceira divisão, o clube fez campanhas medianas, sendo 12º na primeira temporada e 13º em 2019–20).
Utiliza o estádio El Helmántico, que possui capacidade para 17.341 lugares, para mandarsuas paeridas. Seu maior rival é o Unionistas, outra equipe fundada em 2013 após a falência do Salamanca original.